# O Urso do Pó Branco
O Urso do Pó Branco (no original em inglês, Cocaine Bear) é um filme de suspense americano dirigido e produzido por Elizabeth Banks a partir de um roteiro escrito por Jimmy Warden. O filme é estrelado por Keri Russell, Margo Martindale, Ray Liotta, Alden Ehrenreich, O'Shea Jackson Jr., Jesse Tyler Ferguson, Kristofer Hivju, Kahyun Kim, Christian Convery, Brooklynn Prince e Scott Seiss. É inspirado na história real de um urso-negro que ingeriu uma mochila cheia de cocaína em 1985.
Cocaine Bear foi lançado nos Estados Unidos em 24 de fevereiro de 2023, pela Universal Pictures.

## Elenco
- Keri Russell como Sari
- Margo Martindale como Guarda Liz
- Ray Liotta como Syd
- Alden Ehrenreich como Eddie
- O'Shea Jackson Jr. como Daveed
- Jesse Tyler Ferguson como Peter
- Kristofer Hivju como Olaf (Kristoffer)
- Kahyun Kim como Beth
- Christian Convery como Henry
- Brooklynn Prince como Dee Dee
- Scott Seiss como Tom
- Isiah Whitlock Jr. como Bob
- Hannah Hoekstra como Elsa

## Produção
O filme é inspirado na história real de um urso-negro que morreu após ingerir uma mochila cheia de cocaína em dezembro de 1985. A cocaína foi retirada de um avião pilotado por Andrew C. Thornton II, um ex-oficial de narcóticos e traficante de drogas condenado, porque seu avião estava carregando uma carga muito pesada. O urso foi encontrado no norte da Geórgia ao lado de 40 recipientes plásticos de cocaína abertos.
Em dezembro de 2019, foi anunciado que Phil Lord e Chris Miller estavam produzindo um projeto sem título inspirado na história real. O filme seria co-dirigido por Matt Bettinelli-Olpin e Tyler Gillett, a partir de um roteiro escrito por Jimmy Warden. Em 9 de março de 2021, foi anunciado que o filme seria distribuído pela Universal Pictures e que se chamaria Cocaine Bear, agora sendo dirigido por Elizabeth Banks e produzido por Banks e Max Handelman para a Brownstone Productions, que se juntou à equipe de produção ao lado de Lord, Miller e Aditya Sood para a Lord Miller Productions e Brian Duffield. O elenco foi revelado entre julho e agosto de 2021.
As filmagens ocorreram em Wicklow, Irlanda, entre 20 de agosto e 17 de outubro de 2021.

## Música
Em fevereiro de 2022, Natalie Holt foi anunciada como compositora da trilha sonora. No entanto, Mark Mothersbaugh assumiu tal função em novembro de 2022. Essa é sua segunda colaboração com Banks, com quem trabalhou em Pitch Perfect 2 (2015).
O trailer do filme fez uso da canção "White Lines (Don't Don't Do It)", de Melle Mel.

## Lançamento
Cocaine Bear foi lançado nos Estados Unidos em 24 de fevereiro de 2023, pela Universal Pictures.

## Recepção
No site agregador de críticas Rotten Tomatoes, 66% das 319 resenhas dos críticos são positivas, com uma classificação média de 6,1/10. O consenso do site diz: "Apesar do enredo incompleto e da atuação irregular de Cocaine Bear, o frenesi de cheirar cenas do demônio das peles titular dará aos entusiastas de filmes B uma sensação de emoção." O Metacritic, que usa uma média ponderada, atribuiu ao filme uma pontuação de 54 em 100, baseado em 58 críticos, indicando críticas "mistas ou médias".